# Grange Castle
Grange Castle (irisch Caisleán na Gráinsí) ist ein Tower House in Grange West im irischen County Kildare. Es entstand im 15. Jahrhundert und gilt heute als National Monument.

## Geschichte

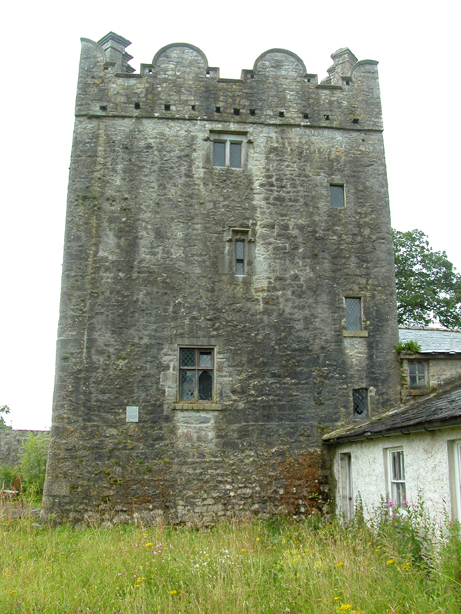
Grange Castle (andere Seite)

Die Familie De Bermingham ließ die Burg um 1460 erbauen. In den 1600er-Jahren wurden Kamine und Zinnen hinzugefügt, für deren Schönheit die Burg bekannt ist. Im 17. Jahrhundert wurde ein großes Landhaus an das Tower House angebaut, das aber später niedergebrannt wurde. 1735 verkauften die De Berminghams Grange Castle an die Familie Tyrell, die es bis 1988 in Besitz hatte.
Robert Tyrell transferierte es dann an das OPW. 1998 wurde der im Norden und Osten ausgebaute Bawn archäologisch untersucht.
Der Tyrell Trust, dem das Anwesen gehört, erhielt zwar Hilfen zur Restaurierung der Burg, aber die diesbezüglichen Pläne wurden 2003 aufgegeben. Nun verfällt die Burg langsam.